# Campo bosonico
In teoria quantistica dei campi, un campo bosonico è un campo i cui quanti sono i bosoni, ovvero quelle particelle che obbediscono alla statistica di Bose-Einstein. I campi bosonici soddisfano le relazioni di commutazione canoniche, in contrasto con le regole di anticommutazione canoniche soddisfatte dai campi fermionici.
Alcuni esempi sono i campi scalari che descrivono particelle a spin 0 come il bosone di Higgs, e campi di gauge, che descrivono particelle a spin 1 come il fotone.

## Proprietà di base
I campi bosonici liberi (non interagenti) obbediscono a relazioni di commutazione canoniche. Tali relazioni valgono anche per i campi bosonici interagenti nel quadro dell'interazione, dove i campi evolvono nel tempo come se fossero liberi e gli effetti dell'interazione sono codificati nell'evoluzione degli stati. Sono queste relazioni di commutazione che implicano le statistiche di Bose-Einstein per i quanti di campo.

## Esempi
Esempi di campi bosonici sono i campi scalari, i campi di gauge, e campi tensoriali simmetrici, caratterizzati dalla loro covarianza sotto trasformazioni di Lorentz e hanno rispettivamente spin 0, 1 e 2. Esempi fisici, nello stesso ordine, sono il campo di Higgs, il campo del fotone e il campo del gravitone (ipotetico). Degli ultimi due, solo il campo del fotone può essere quantizzato utilizzando i metodi convenzionali di quantizzazione canonica o integrale sui cammini. Ciò ha portato alla teoria dell'elettrodinamica quantistica, una delle teorie di maggior successo in fisica. D'altra parte, la quantizzazione della gravità è un annoso problema che ha portato allo sviluppo di teorie come la teoria delle stringhe e la gravità quantistica a loop.

## Spin e statistica
Il teorema spin-statistica implica che la quantizzazione delle teorie di campo relativistiche locali in 3+1 dimensioni può portare a campi quantistici bosonici o fermionici, cioè campi che obbediscono a relazioni di commutazione o anti-commutazione, a seconda che abbiano spin interi o semiinteri, rispettivamente. Quindi i campi bosonici sono uno dei due tipi teoricamente possibili di campo quantistico, cioè quelli corrispondenti a particelle con spin intero.
In una teoria a molti corpi non relativistica, lo spin e le proprietà statistiche dei quanti non sono direttamente correlate. Infatti, le relazioni di commutazione o di anticommutazione sono assunte a seconda che la teoria che si intende studiare corrisponda a particelle obbedienti alla statistica di Bose-Einstein o di Fermi-Dirac. In questo contesto lo spin rimane un numero quantico interno che è solo fenomenologicamente correlato alle proprietà statistiche dei quanti. Esempi di campi bosonici non relativistici includono quelli che descrivono atomi bosonici freddi, come l'elio-4.
Tali campi non relativistici non sono fondamentali come le loro controparti relativistiche: forniscono un comodo "riconfezionamento" della funzione d'onda a molti corpi che descrive lo stato del sistema, mentre i campi relativistici descritti sopra sono una conseguenza necessaria della coerente unione di relatività e meccanica quantistica.